# Sukitomo
Sukitomo è un film del 2007 diretto da Mitsuhiro Mihara.
La pellicola, con tematica omosessuale, vede Takumi Saitō interpretare il ruolo di uno dei due protagonisti.
La storia narra la vicenda esistenziale del giovane pugile Tomokazu, al terzo anno di università e patito di boxe; e del suo rapporto sentimentale e amoroso col miglior amico di sempre Yoshiko, una matricola più giovane di lui. Ma ad esser profondamente legato a Tomokazu c'è anche la sorellastra Misao, che anzi intrattiene uno stretto rapporto un po' morboso col fratello.
Alla vigilia di una partita importante, mentre il ragazzo s'allena duramente in palestra, l'amico fidanzato e la sorella gli stanno accanto, sostenendolo e facendo il tifo per lui. Il film segue la scia del precedente Boys Love.